# Верхнезейский сельсовет
Верхнезе́йский сельсове́т — муниципальное образование со статусом сельского поселения в составе Зейского района Амурской области. 
Административный центр — посёлок Верхнезейск.

## История
Верхнезейский сельсовет образован решением исполнительного комитета Амурского областного Совета депутатов трудящихся от 04.04.1977 № 116 «Об изменениях в административно – территориальном делении области».
31 октября 2005 года в соответствии с Законом Амурской области № 73-ОЗ муниципальное образование наделено статусом сельского поселения.

## Население
| 2002  | 2010  | 2011  | 2012  | 2013  | 2014  | 2015  |
| ----- | ----- | ----- | ----- | ----- | ----- | ----- |
| 1922  | ↘1609 | ↘1602 | ↘1581 | ↘1571 | ↘1497 | ↘1465 |
| 2016  | 2017  | 2018  | 2021  |       |       |       |
| ↘1425 | ↘1409 | ↘1366 | ↘1084 |       |       |       |

## Состав сельского поселения
| № | Населённый пункт | Тип населённого пункта          | Население |
| - | ---------------- | ------------------------------- | --------- |
| 1 | Верхнезейск      | посёлок, административный центр | ↘1084     |